# Windusengkahan
Windusengkahan is een bestuurslaag in het regentschap Kuningan van de provincie West-Java, Indonesië. Windusengkahan telt 2247 inwoners (volkstelling 2010).